# Полярне коло

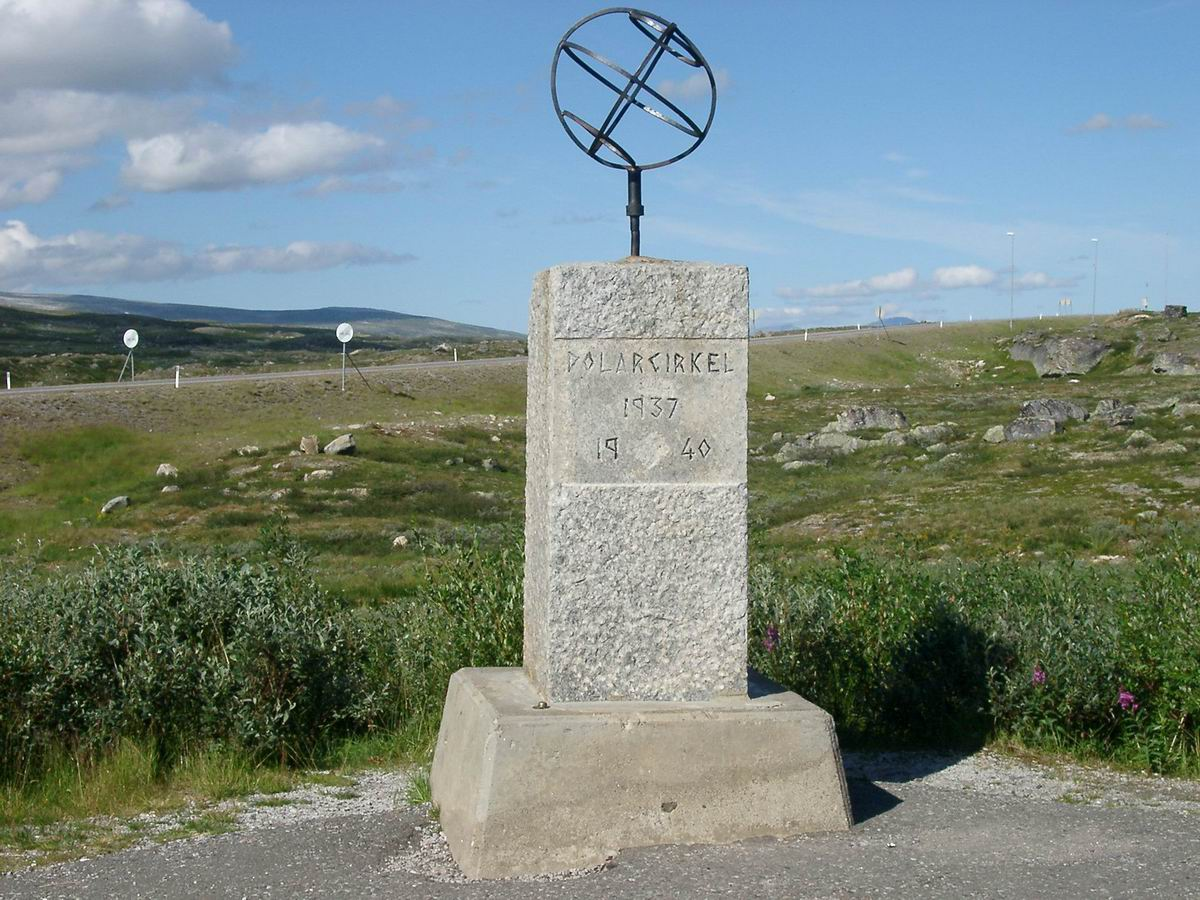
Знак полярного кола в Норвегії

Полярні кола на карті Землі в циліндричній проєкції

Поля́рні ко́ла — паралелі 66°33'48" в Північній і Південній півкулях, де щонайменше один раз на рік (в день зимового сонцестояння) протягом 24-х годин центральна точка диска Сонця не підіймається над лінією обрію та щонайменше один раз на рік (у день літнього сонцестояння) протягом 24-х годин центральна точка диска Сонця не опускається нижче лінії обрію. 

## Статус
Широта Полярного кола дорівнює різниці між 90° (широта полюса) та нахилом осі обертання Землі до площини екліптики. Отже, полярні кола, а з ними явища полярного дня та полярної ночі, можуть існувати тільки на планеті, у якої наявний ненульовий кут нахилу осі обертання до площини екліптики. Нахил земної осі постійно та циклічно змінюється на невелику величину завдяки явищу нутації, тому широта розташування Полярного кола є усередненим значенням за великий період спостережень. Наприкінці ХХ – на початку ХХІ століть Полярні кола зміщуються в напрямку полюсів із швидкістю приблизно 15 метрів на рік.
Теоретично в будь-якій місцевості всередині Полярного кола повинні спостерігатися полярні день і ніч по 24 години щонайменше раз на рік. Але насправді цього не відбувається з кількох причин.
По-перше, Сонце для спостерігача, що перебуває на Землі, є диском, а не точковим об'єктом. Тому при розташуванні центра Сонця на лінії обрію частина сонячного диска, розташована над обрієм, забезпечує настання дня в місцевості, де цю частину можна спостерігати. Завдяки цьому вздовж полярних кіл існують смуги 53 кілометри завширшки, де настає полярний день, але не настає полярна ніч.
По-друге, завдяки атмосферній рефракції сонячні промені викривлюються, що також дозволяє спостерігати Сонце дещо ближче до полюсів, ніж це було б зумовлено розташуванням полярних кіл на безатмосферній планеті. Рефракція сонячного світла залежить від багатьох чинників, як-от атмосферний тиск і забрудненість атмосфери, тому точно передбачити її величину неможливо; загалом, згідно зі спостереженнями, викривлення сонячного проміння в атмосфері Землі може досягати 35'.
Разом згадані вище чинники забезпечують існування смуги на землі 60–90 кілометрів завширшки, де наявне явище полярного дня, але відсутня полярна ніч.
Прикладом населеного пункту, де є полярний день, але не буває полярної ночі, є фінське місто Рованіємі.

## Особливості
У день зимового сонцестояння (21–22 грудня) на північ від північного полярного кола Сонце не сходить, а в день літнього сонцестояння (21-22 червня) не заходить. В день зимового сонцестояння на південь від південного полярного кола Сонце не заходить, а в день літнього сонцестояння не сходить. Далі за Полярним колом ці явища розтягуються на більший час. Найтривалішими полярні день і ніч є на полюсах: вони тривають на Північному полюсі 176 діб (ніч) та 189 діб (день); на Південному 176 діб (день) та 189 діб (ніч). Різна тривалість полярного дня і ночі на полюсах зумовлена параметрами земної орбіти: Земля проходить перигелій 2–5 січня; позаяк при максимальному наближенні до зірки планета рухається з максимальною швидкістю, зима (і, відповідно, полярна ніч) у Північній півкулі проходить швидше, ніж у Південній.